# PUNCH de ドーヨゥ?〜遊びの王様〜
『PUNCH de ドーヨゥ?〜遊びの王様〜』（パンチデドーヨゥあそびのおうさま）は、NACK5で放送されていたラジオ番組である。

## 概要
2013年4月スタート。音楽とトーク情報で、リスナーの心に“陽気なパンチ”を“連打”する。さらに、休日の午前中に放送されている番組のパーソナリティ同士として、SUNDAY BIRDS〜遊びの天才〜のパーソナリティであるケイザブローとのコラボ企画も行う。
また番組中には、多彩なパーソナリティーによる箱番組が放送されている。

## 放送時間
- 毎週土曜 7:00 - 11:55

## パーソナリティ
- 斉藤リョーツ

## タイムテーブル
- 7:00 オープニング
- 7:06 NACK5 NEWS
- 7:20 NACK5 TRAFFIC
- 7:22 NACK5 WEATHER
- 8:08 NACK5 TRAFFIC
- 8:10 NACK5 WEATHER
- 8:15 「木村達也 ビジネスの森」（木村達也、小林千鶴）
  - 2016年10月より「びーさんぼーいず〜Be SUNDAY BOYS〜」9:20へ枠移動（2017年6月25日で終了）。
- 8:55 NACK5 TRAFFIC
- 8:57 NACK5 WEATHER
- 9:20 NACK5 TRAFFIC
- 9:22 NACK5 WEATHER
- 9:30 「さくまひできのサタデー音楽工房」（さくまひでき）
  - 2016年10月より「さくまひできのサンデー音楽工房」としてリニューアルし、「びーさんぼーいず〜Be SUNDAY BOYS〜」9:40へ枠移動。
- 10:04 「ADVANCE EARTH」（今井ちひろ）
  - 2016年10月より「びーさんぼーいず〜Be SUNDAY BOYS〜」10:10へ枠移動。
- 10:15 NACK5 TRAFFIC
- 10:17 NACK5 WEATHER
- 10:20 「KAT-TUN 亀梨和也のHANG OUT」（亀梨和也）[2]
- 11:25 NACK5 TRAFFIC
- 11:50 エンディング

## 過去のコーナー番組
- 7:40 コーナー番組「にっぽん全国ひろし旅」（溝畑宏、小日向えり）
  - 2014年1月より「SUNDAY BIRDS〜遊びの天才〜」8時台へ枠移動。
- 7:40 コーナー番組「清水勇人 ザ・フロンティアーズ」（清水勇人（さいたま市長）、青山絵美）※一時中断時期あり、2016年3月26日まで
- 9:05 コーナー番組「中村あゆみ Lady Go!」（中村あゆみ、高森浩二）※2015年4月4日から2016年3月26日
- 9:30 コーナー番組「ALMA KAMINIITO Sound Map」（エリック、光井愛佳）
- 11:05 コーナー番組「BE-MAX presents 稲川龍男 SMART LIFE」（稲川龍男）
- 11:05 コーナー番組「早見優のハッピープロジェクト〜笑顔満開〜」（早見優、サカノケン）※2014年1月4日から2016年3月26日